# Râul Gălpâia
Râul Gălpâia este un curs de apă, al nouălea afluent de stânga (din nouă) al râului Almaș (Someș), care este, la rândul său, al patrusprezecelea afluent de stânga din treizeci ai râului Someș.

## Generalități
Râul Râul Gălpâia izvorăște din Munții Meseș, se găsește integral în Județul Sălaj, nu are afluenți semnificativi (cu excepția Pârâului Citera) și trece doar prin localitatea Chendrea, unde se varsă apoi în emisarul său, Almaș.

### Detalii
Râul Gălpâia izvorăște din satul Gălpâia și este tributar râului Almaș. Izvorul este o fântână, în Gordana, denumită de localnici Fântâna Satului. La izvor, în verile secetoase,  este doar un firicel de apă, dar în cursul său, preia mai multe pârâiașe. Străbate satul pe lângă Goliman și prin Lunci, iar aproape de extremitatea estică a satului, primește ca afluent principal, Pârâul Citera. Până la punctul de întâlnire cu Pârâul Citera, sătenii îl denumesc simplu Părău. De aici și până la vărsare, în Râul Almaș, este denumit altfel Valea Galpâii.

## Hărți
- Harta interactivă - județul Sălaj  Arhivat în 5 septembrie 2009, la Wayback Machine.